# Ершов, Феликс Иванович
Фе́ликс Ива́нович Ершо́в (род. 10 декабря 1931, Москва) — российский учёный-вирусолог, руководитель отдела интерферонов и лаборатории интерфероногенеза в Национальном исследовательском центре эпидемиологии и микробиологии имени почётного академика Н. Ф. Гамалеи, академик РАН, действительный член РАЕН.

## Биография
Родился 10 декабря 1931 года в Москве в семье Ивана Петровича Ершова (1906—1936) и Серафимы Борисовны Пушиной (1909—1978). В 1956 году c отличием окончил 2-й Московский медицинский институт (ныне Российский национальный исследовательский медицинский университет имени Н. И. Пирогова) и был оставлен в аспирантуре при кафедре микробиологии. В 1959 году досрочно защитил кандидатскую диссертацию на тему «Биологическая характеристика и классификация дизентерийных бактериофагов Ньюкасл» (руководитель — академик АМН СССР В. Д. Тимаков). В 1959–1962 годах работал в Центральной научно-исследовательской лаборатории (ЦНИЛ) своей альма-матер. В 1962 году перешёл в Институт вирусологии им. Д. И. Ивановского АМН СССР, где работал вначале старшим научным сотрудником, затем заведующим лабораторией онтогенеза вирусов и отделом репродукции вирусов. В 1966 году защитил докторскую диссертацию на тему «Закономерности репродукции РНК-содержащих вирусов» (научный консультант — академик РАМН В. М. Жданов). В 1970 году Ф. И. Ершову присвоено учёное звание профессора по специальности «вирусология». С 1988 года по настоящее время возглавляет отдел интерферонов и лабораторию интерфероногенеза Национального исследовательского центра эпидемиологии и микробиологии имени почётного академика Н. Ф. Гамалеи.
Председатель специализированной комиссии по противовирусным препаратам Фармакологического комитета Минздрава РФ, член Всероссийских обществ микробиологов и вирусологов, член Международного комитета Российского отделения международной Ассоциации исследователей интерферона и цитокинов (ISICR). Входит в состав редколлегий журналов «Acta Virologica», «Materia Medica», «Вопросы вирусологии», «Новые лекарства», «Цитокины и воспаление» и других.
Женат, имеет сына и дочь. Хобби – живопись: в различной технике (масло, гуашь, акварель, пастель) им написаны десятки картин (в основном, пейзажей).

## Научный вклад
Ф. И. Ершовым проведены фундаментальные исследования молекулярной биологии арбовирусов: определены физико-химические параметры и особенности биосинтеза макромолекул этой группы вирусов, обнаружена возможность синтеза РНК и белков вирусов на субклеточных структурах, установлена возможность репликации гибридных инфекционных вирусных РНК в изолированных митохондриях и открыто явление формирования инфекционных РНП-комплексов, названных «псевдовирусами» (в 1969 году это явление зарегистрировано как открытие в Государственном реестре изобретений и открытий).
В 1962 году первым в СССР Ф. И. Ершов начал экспериментальную разработку проблемы интерферонов, открытых пятью годами ранее. Исследования были посвящены расшифровке закономерностей индукции, продукции и действия интерферонов, получению и трансляции информационных РНК интерферонов и антивирусных белков, разработке новых методов супериндукции интерферона. Эти работы обогатили медицинскую науку новыми оригинальными данными о системе интерферона и показали её важнейшую роль в естественной (врожденной) резистентности организма. Впервые была предложена оригинальная классификация индукторов интерферона, экспериментально доказан широкий спектр их противовирусных и иммуностимулирующих эффектов. Впервые были разработаны методы отбора (скрининга) и оценки индукторов интерферона, которые легли в основу создания ряда новых отечественных профилактических и лечебных препаратов: ларифана, кагоцела, ридостина, амиксина, циклоферона и ряда других, нашедших широкое клиническое применение при вирусных гепатитах, герпетических поражениях, энцефалитах, гриппе, ОРЗ и других заболеваниях. Была доказана возможность преодоления состояния гипореактивности (рефрактерности) к повторной индукции интерферона, разработаны оптимальные схемы клинического использования этих препаратов и сделан вывод о перспективности комбинированного применения индукторов интерферона с химиопрепаратами, вакцинами и иммуномодуляторами.
В 1983 году Ф. И. Ершовым и его школой разработан комплекс методов определения интерферонового статуса человека, что позволило научно обосновать показания и контролировать эффективность клинического использования интерферона и его индукторов. Информативная ценность определения интерферонового статуса подтверждена при различных онкологических, аллергических и вирусных заболеваниях, а также при обследовании спортсменов и космонавтов.
Имеет более 30 авторских свидетельств на изобретения и 12 патентов РФ. Под его руководством выполнены 16 докторских и 45 кандидатских диссертаций.

## Признание
В 1984 году за цикл исследований «Разработка и внедрение в практику комплекса средств и методов лечения и профилактики герпес-вирусных заболеваний» Ф. И. Ершову присуждена премия Совета Министров СССР. В 2000 и 2009 годах награждён премией Правительства РФ (соответственно за циклы исследований «Разработка технологии получения субстанции интерферона альфа-2 человеческого рекомбинантного, готовых лекарственных средств на его основе и внедрение их в медицинскую практику» и «Разработка, организация промышленного производства и внедрение в практику здравоохранения Российской Федерации, стран СНГ и Юго-Восточной Азии российского оригинального лекарственного препарата цитофлавин»). Лауреат профессиональных премий имени академиков Н. Ф. Гамалеи и В. Д. Тимакова. Награждён орденом «Знак Почёта» и почётной грамотой РАМН.